# 罗曼·斯特普
罗曼·斯特普（Romain Steppe，1859年1月13日—1927年11月28日），比利时画家，出生于安特卫普，逝世于圣阿曼兹。他的绘画风格以现实主义为基础，融合印象派的笔触，主要专注于风景画与海景画。他于1888年成为艺术团体“Als ik Kan”的成员。
他的绘画风格以现实主义为基础，融合印象派的笔触，主要专注于風景畫与海景画。他于1888年成为艺术团体“Als ik Kan”的成员。

## 生平

### 家庭
罗曼·斯特普（全名：Romanus Edmondus Josephus Steppe）生于1859年1月13日，是家中五个孩子中最小的一个。其父阿尔贝图斯·罗曼努斯·斯特普（Albertus Romanus Steppe，1810–1873）是煤炭商人，出生于尼诺弗；母亲安娜·卡特琳娜·德布洛克（Anna Catharine De Block，1813–1859）出生于登德尔蒙德。二人于1844年5月2日在安特卫普结婚。斯特普出生六个月后就成了孤儿。

### 教育经历
1873年，斯特普进入那慕爾的和平圣母学院（Collège Notre-Dame de la Paix）接受中学教育，直至1878年。其兄作为家中长子，继承家庭责任，先后送他赴英留学一年，并在德国波恩大学深造。然而，一场疾病迫使他在六个月后返回安特卫普，决定转而投身艺术。受装饰画家古斯塔夫·范胡尔德（Gustave Van Hoorde）鼓励，他师从查尔斯·博朗（Charles Boland）与伊西多·梅耶尔斯（Isidore Meyers）学习绘画。1880年代，他常与梅耶尔斯一同在哈默、赞德弗利特及圣阿曼兹写生。

### 职业
斯特普首次参与比利时三年一度艺术沙龙展览是在1886年（根特沙龙），随后又于1888年参加安特卫普沙龙。其作品也曾在阿姆斯特丹、布拉格以及法国多个城市如滨海布洛涅、波尔多和利摩日展出。
1888年，斯特普加入艺术团体“Als ik Kan”。他与诗人埃米尔·维尔哈伦关系密切，常驻韦尔哈伦的故乡圣阿曼兹，该地位于斯海尔德河畔，是许多艺术家的聚会场所。斯特普也偶尔尝试诗作。
1894年安特卫普世界博览会上，比利时国王利奥波德二世购得其作品《暴风将至》（L’Orage approche），用于装饰布魯塞爾王宮。斯特普亦多次与雕塑家阿尔方斯·范布尔登（Alphonse Van Beurden）共同展出作品（1891，1895，1897，1898）。
罗曼·斯特普晚年定居圣阿曼兹，勤于创作，终老于此。逝于1927年11月28日，享年68岁。葬礼于12月2日在耶稣圣心堂举行。

## 作品

### 风格
斯特普以風景畫与海景画著称，作品融合现实主义构图与印象派光影技法。他尤其擅长描绘船只、港口、斯海尔德河与北海景致，题材丰富，作品数量庞大。

### 评价
1895年，安特卫普《大都会报》（La Métropole）评论他与范·布尔登联合展览时写道：

“斯特普先生展出约六十幅海景画，其中不乏杰作。例如那几道庄严翻滚的海浪，在火焰般的天幕下，构图之美堪称博物馆级佳作。其《海湾》更是在展览首日即告售罄。另一幅表现两艘小艇在拖船激流中起伏的作品，生动逼真，水波光影跃然纸上。我不知还有哪位画家能如斯特普先生那样，既能展现河流的庄严宁静，又能捕捉海浪的汹涌奔腾。他的画中既有自然的雄伟，也有诗人的梦幻。”

### 展览

#### 比利时三年展
- 1886年：根特：渡船，阴天（Le Bateau de passage, temps gris）[5]
- 1888年：安特卫普：宁静，黄昏（Le Calme, soir）[6]
- 1889年：根特：佛兰德斯的渡口，五月午后（Embarcadère à la Tête de Flandre, après-midi de mai）、安特卫普前的斯海尔德河，晴朗五月午后（L'Escaut devant Anvers, après-midi de mai, temps clair）[10]
- 1891年：安特卫普：九月之夜——佛兰德斯斯海尔德河畔（Soir de septembre - bords de l'Escaut en Flandre）、在海上（En mer）[11]
- 1892年：根特：佛兰德海滩，五月之夜（La Plage flamande, soir de mai）、多佛尔的莎士比亚悬崖，十二月午后（Le Shakespeare Cliff, Douvres, décembre, après-midi）[12]
- 1893年：布鲁塞尔：北海（La mer du Nord）[13]
- 1898年：安特卫普：如梦境般（Comme dans un rêve）[14]
- 1899年： 根特：一瞬的遐想（Un instant de rêverie）[15]

#### 其他比利时展览
- 1890年：“Als ik Kan”：一只塞特犬（Un Setter）、一只指示犬（Un Pointer）[16]
- 1891年：与范·布尔登联合展出于安特卫普维尔拉厅（Salle Verlat）[17]
- 1892年：布鲁塞尔艺术圈展[18][19]
- 1894年：安特卫普“Arte et Labore”展[20]
- 1895年：维尔拉厅：展出约六十幅海景画，其中包括海湾（La Rade）[7]
- 1897年：安特卫普艺术圈联合展[8]
- 1898年：安特卫普维尔拉厅：仅展出数幅画作[9]
- 1902年：列日沙龙：海浪（Vagues）[21]
- 1904年：安特卫普《大都会报》展厅：展出52幅作品，其中包括十月夜景（Nocturne d'octobre）[22]
- 1905年：同地展览：展出作品如夜景（Nocturne）、小湾一角（Coin de crique）等[23]
- 1911年：安特卫普艺术家展览[24]

#### 欧洲展览
- 1894年：安特卫普世界博览会：暴风将至（L'Orage approche），被国王利奥波德二世购藏[4]
- 1895年：波尔多艺术展：安特卫普，二月傍晚（Anvers, février vers le soir）、八月之夜（Soir d'août）[25]

### 作品画廊

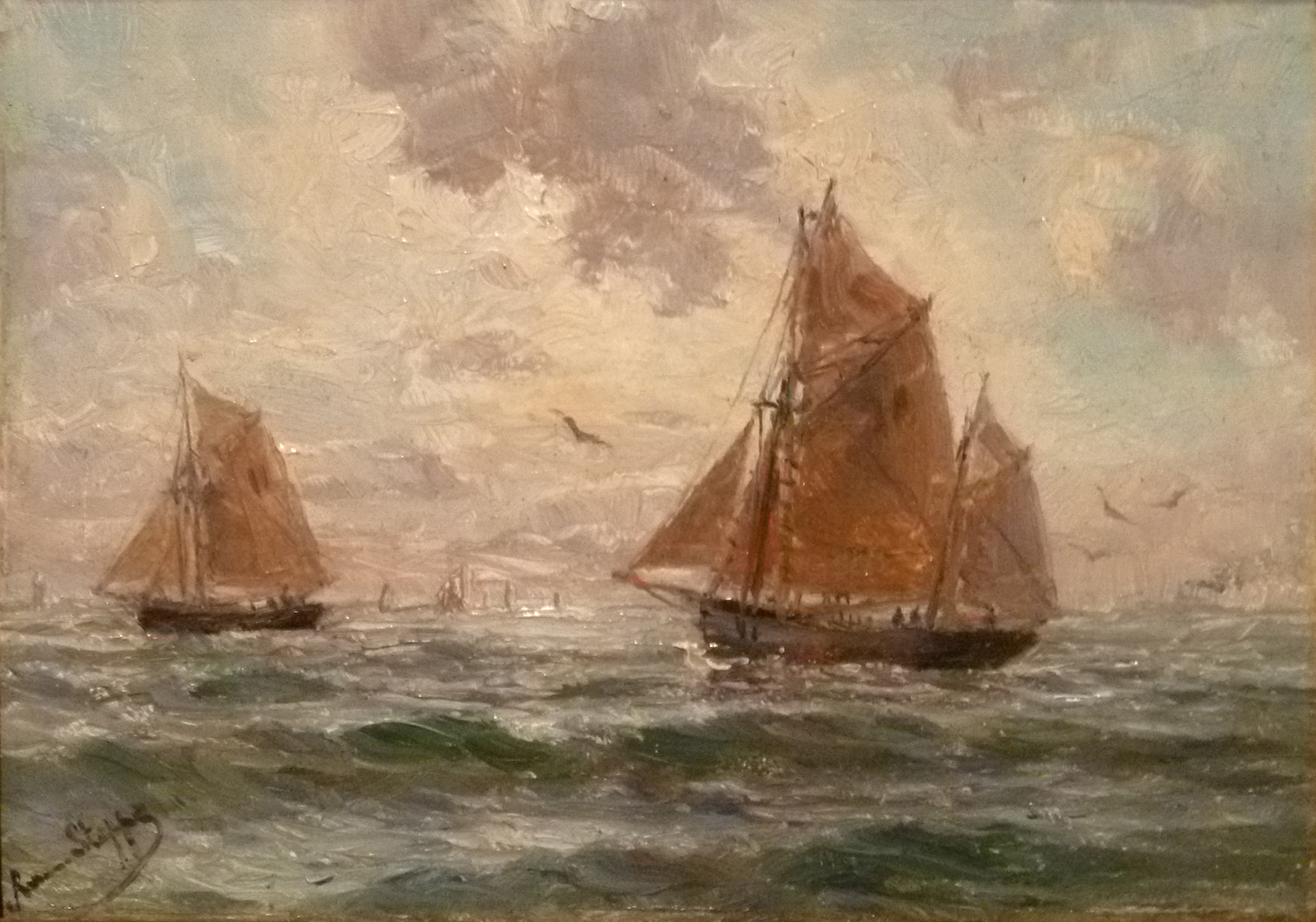
春日下午的北海（Après-midi de printemps à la mer du Nord）
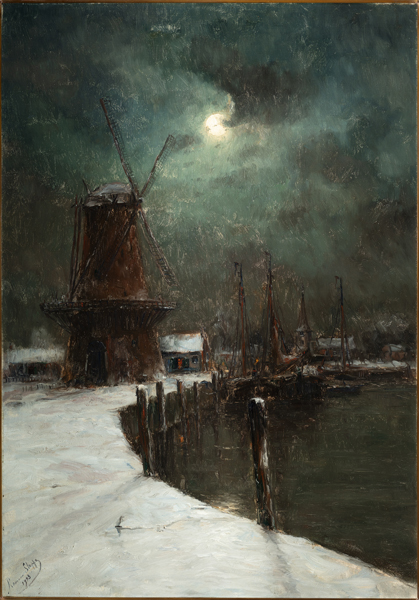
月光下的风车（Moulin sous la lumière de la lune）
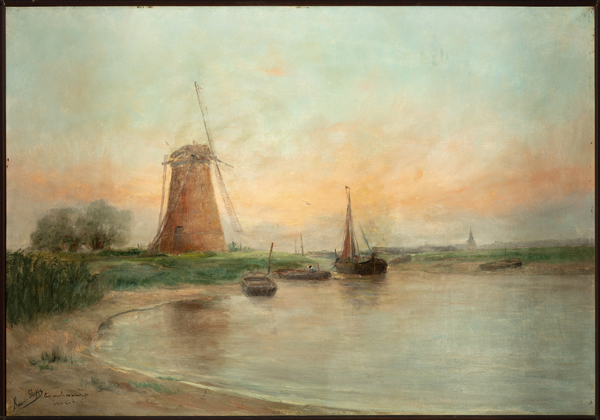
斯海尔德河畔维尔特的“盗贼风车”（Moulin des voleurs sur les bords de l'Escaut à Weert）
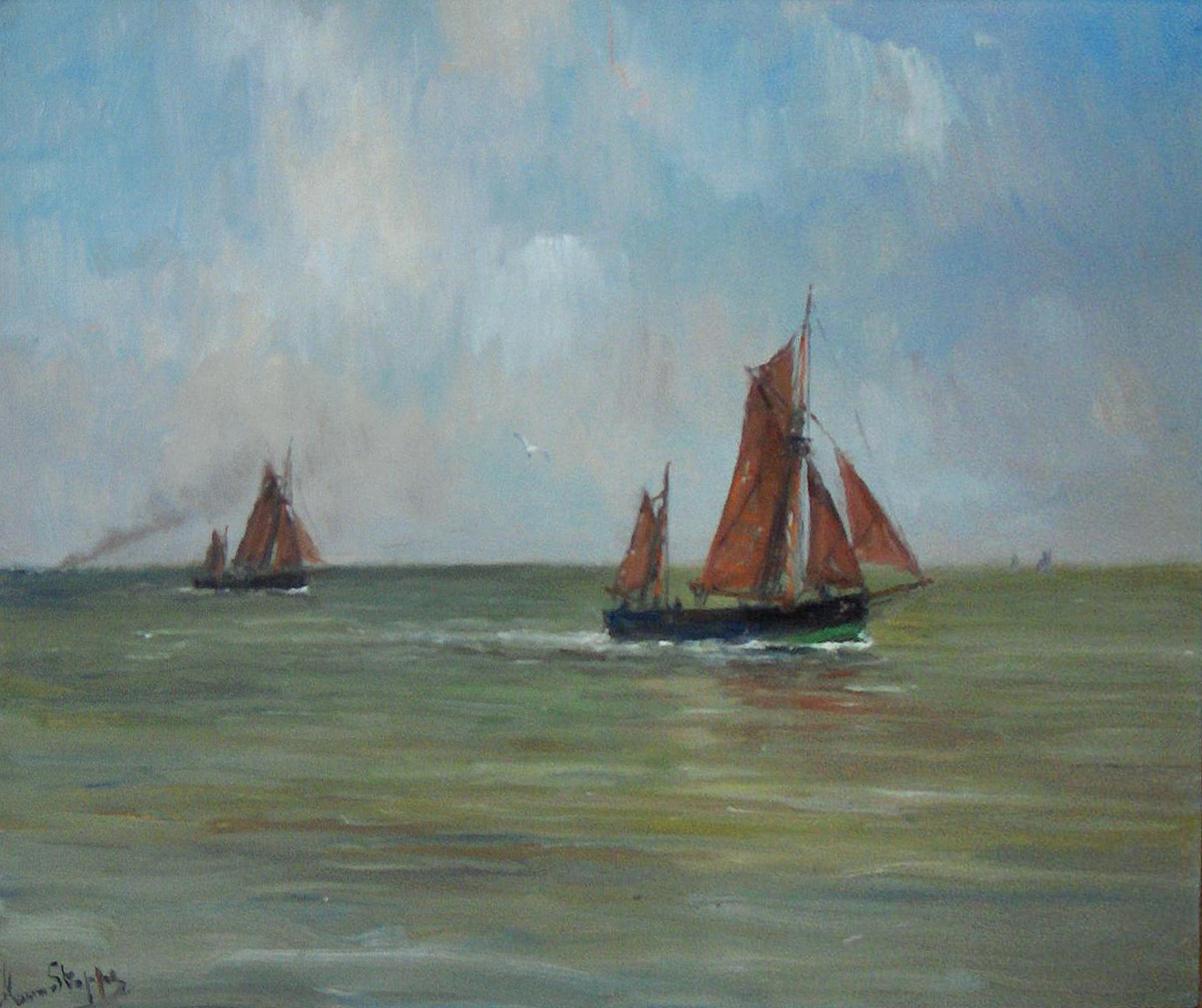
奥斯坦德的北海（Mer du Nord à Ostende）
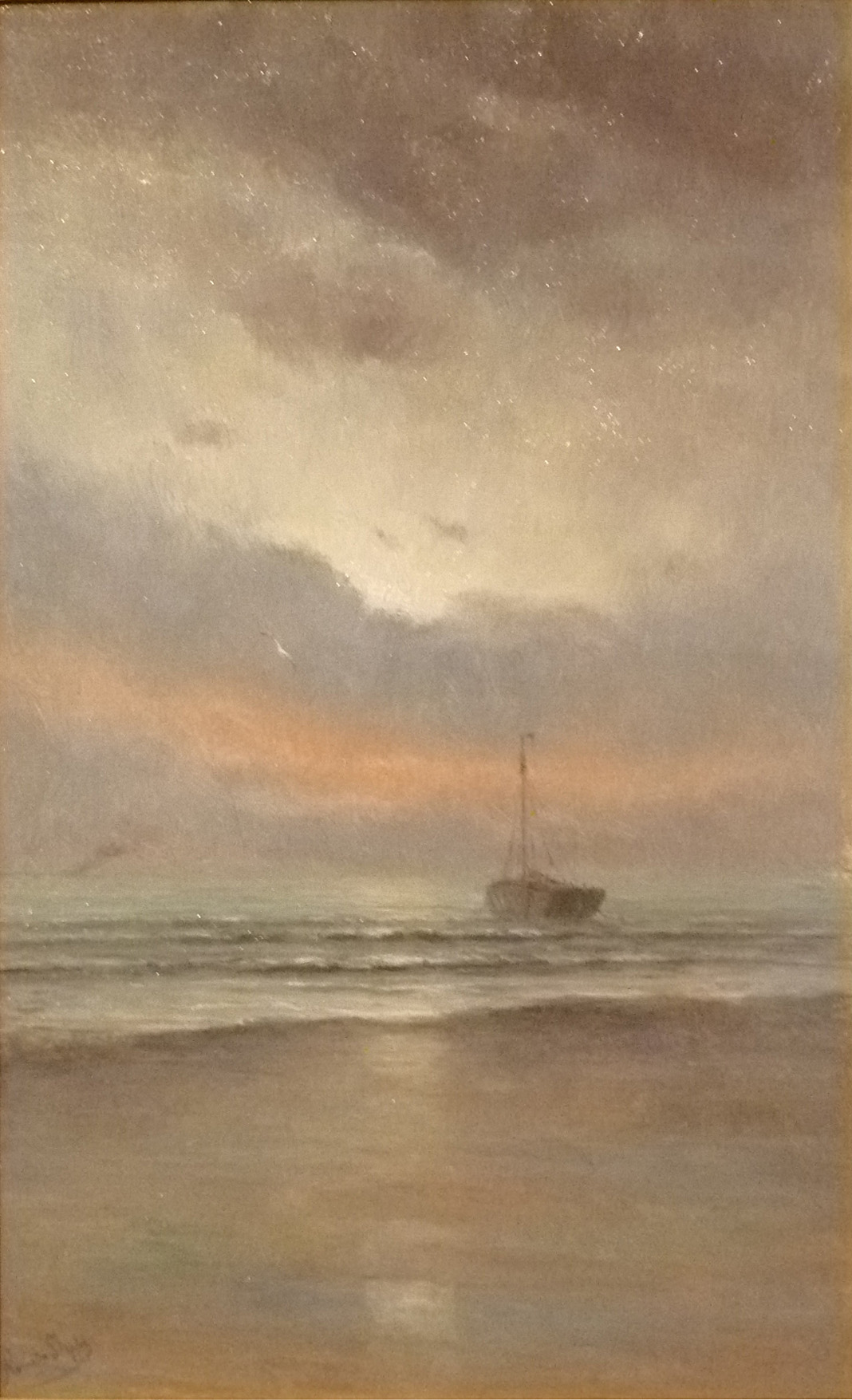
五月黄昏，退潮时分（Soir de mai à marée basse）